# Lucinda Brand
Lucinda Brand, född den 2 juli 1989 i Dordrecht, är en nederländsk tävlingscyklist som har haft sina största framgånagr i cykelcross, men även har gjort framstående resultat på landsväg.
I cykelcross noteras främst världsmästartiteln 2021, europamästartiteln samma år, samt tre totalsegrar i såväl UCI World Cup och Superprestige som i Trofee veldrijden. På landsväg märks framförallt segrarna i GP Ouest-France 2014 och Omloop Het Nieuwsblad 2017, totalsegern i Tour de Suisse 2022, samt vinsten i Giro d'Italias bergspristävling 2021.

## Meriter – landsväg
| 2010 4:a i linjelopp vid Nederländska mästerskapen 5:a i Valkenburg Hills Classic 10:a i Grand Prix Elsy Jacobs 2011 3:a i linjelopp vid Europamästerskapen (U23) 7:a i individuellt tempolopp vid Nederländska mästerskapen 9:a i individuellt tempolopp vid Europamästerskapen 9:a i Grand Prix Elsy Jacobs 10:a i Trofeo Alfredo Binda 2012 Vinnare av etapp 3 i Tour du Limousin 3:a i lagtempolopp vid Världsmästerskapen 3:a i linjelopp vid Nederländska mästerskapen 4:a i La Flèche Wallonne 5:a totalt i La Route de France Vinnare av etapp 3 6:a totalt i Emakumeen Euskal Bira 9:a i Tour of Chongming Island World Cup 2013 Nederländsk mästare i linjelopp 2:a i lagtempolopp vid Världsmästerskapen 3:a i Trophée d'Or 3:a i EPZ Omloop van Borsele 6:a i GP Ouest-France 6:a totalt i Festival Luxembourgeois du cyclisme féminin Elsy Jacobs 7:a totalt i Thüringen Rundfahrt 8:a totalt i Emakumeen Euskal Bira 2014 Vinnare av GP Ouest-France Vinnare totalt av Energiewacht Tour Vinnare av etapp 4 2:a i linjelopp vid Nederländska mästerskapen 9:a i Open de Suède Vårgårda 2015 Vinnare av etapperna 3 och 7 i Giro d'Italia Nederländsk mästare i linjelopp 2:a i Sparkassen Giro 2:a totalt i Boels Rental Ladies Tour Vinnare av proängtävlingen 3:a totalt i Festival Luxembourgeois du cyclisme féminin Elsy Jacobs 3:a i lagtempolopp vid Världsmästerskapen 4:a i Open de Suède Vårgårda 4:a i Ronde van Drenthe 4:a i individuellt tempolopp vid Nederländska mästerskapen 4:a totalt i Energiewacht Tour 8:a i La Course by Le Tour de France 2016 Vinnare totalt av Tour of Norway Vinnare av etapp 2 Vinnare av Erondegemse Pijl 3:a totalt i Belgien runt Vinnare av etapp 1 3:a i Gent–Wevelgem 4:a i RideLondon Classique 5:a i Omloop van het Hageland 6:a i Omloop Het Nieuwsblad 6:a totalt i Energiewacht Tour 7:a i EPZ Omloop van Borsele 2017 Vinnare av Omloop Het Nieuwsblad Vinnare av etapp 8 i Giro d'Italia Världsmästare i lagtempolopp 3:a i Ronde van Drenthe 4:a i individuellt tempolopp vid Europamästerskapen 4:a i individuellt tempolopp vid Nederländska mästerskapen 4:a i Strade Bianche 4:a i Dwars door Vlaanderen 6:a i Gooik–Geraardsbergen–Gooik 7:a totalt i Giro d'Italia 7:a i linjelopp vid Nederländska mästerskapen 7:a totalt i Healthy Ageing Tour | 2018 2:a i Amstel Gold Race 3:a totalt i Thüringen Ladies Tour 3:a i individuellt tempolopp vid Nederländska mästerskapen 3:a i lagtempolopp vid Världsmästerskapen 4:a totalt i Giro d'Italia 6:a i individuellt tempolopp vid Världsmästerskapen 9:a i linjelopp vid Världsmästerskapen 10:a totalt i Tour of Norway 2019 Världsmästare i mixedstafett 2:a totalt i Madrid Challenge by La Vuelta Vinnare av poängtävlingen 3:a i individuellt tempolopp vid Europamästerskapen 3:a i Dwars door Vlaanderen 4:a totalt i Boels Ladies Tour Vinnare av poängtävlingen 4:a i La Course by Le Tour de France 4:a i individuellt tempolopp vid Nederländska mästerskapen 5:a i Liège–Bastogne–Liège 6:a totalt i Giro d'Italia 8:a i individuellt tempolopp vid Världsmästerskapen 9:a i Flandern runt 10:a i linjelopp vid Nederländska mästerskapen 2021 Vinnare totalt av Thüringen Ladies Tour Vinnare av etapperna 3 och 5 Vinnare av bergspristävlingen i Giro d'Italia 3:a i individuellt tempolopp vid Nederländska mästerskapen 4:a i Gran Premio Ciudad de Eibar 9:a i Liège–Bastogne–Liège 9:a i Brabantse Pijl 10:a totalt i Tour Cycliste Féminin International de l'Ardèche Vinnare av etapp 7 2022 Vinnare totalt av Tour de Suisse Vinnare av poängtävlingen Vinare av etapperna 1 och 4 Vinnare av bergspristävlingen i Madrid Challenge by La Vuelta 3:a i Paris–Roubaix 6:a i linjelopp vid Nederländska mästerskapen 2023 Vinnare totalt av Baloise Ladies Tour Vinnare av poängtävlingen Vinnare av etapp 3b (ITT) 2024 Vinnare av Dwars door het Hageland 4:a totalt i Thüringen Ladies Tour Vinnare av etapp 4 4:a i Durango–Durango Emakumeen Saria 5:a i individuellt tempolopp vid Nederländska mästerskapen 8:a totalt i Tour de France 9:a i Dwars door Vlaanderen |

## Meriter – cykelcross

### Elit
Världsmästerskapen och de nederländska mästerskapen avgjordes i januari–februari. Europamästerskapen hölls på hösten (november). UCI World Cup, Superprestige (damklassen infördes 2015) och Trofee veldrijden (damklass införd 2007) består av deltävlingar spridda under säsongen. UCI:s världsranking anger ställningen vid säsongens slut i mars.
| SäsongTävling             | 2006 2007 | 2007 2008 | 2008 2009 |  | 2012 2013 | 2013 2014 | 2014 2015 | 2015 2016 | 2016 2017 | 2017 2018 | 2018 2019 | 2019 2020 | 2020 2021 | 2021 2022 | 2022 2023 | 2023 2024 | 2024 2025 |
| ------------------------- | --------- | --------- | --------- |  | --------- | --------- | --------- | --------- | --------- | --------- | --------- | --------- | --------- | --------- | --------- | --------- | --------- |
| Världsmästerskapen        | –         | –         | –         |  | –         | –         | –         | –         | 4         |           |           |           |           |           |           |           |           |
| Europamästerskapen        | –         | –         | –         |  | –         | –         | –         | –         |           |           | –         | –         |           |           | –         | –         |           |
| Nederländska mästerskapen | 21        | 20        | 11        |  | 9         | 6         | 5         | –         |           |           |           |           | X         |           | 6         |           | –         |
| UCI World Cup             | –         | –         | –         |  | –         | –         | –         | –         | 13        | 34        | 11        | 7         |           |           | 7         |           |           |
| Superprestige             | X         | X         | X         |  | X         | X         | X         | 39        | 16        | 20        | 23        | –         |           |           | 8         | 2         |           |
| Trofee veldrijden         | X         | –         | 50        |  | 40        | 22        | 22        | 16        | 18        | 21        | 19        | 16        |           |           |           |           |           |
| UCI:s världsranking       | –         | –         | 271       |  | 247       | 128       | 103       | 287       | 7         | 14        | 5         | 4         | 2         | 1         | 6         | 2         | 1         |

X = Ej avhållen (Nederländska mästerskapen ställdes in 2021 på grund av coronapandemin)

## Meriter – gravel
2024
Vinnare av UCI Gravel World Series - 3rides Gravel Race
10:a vid Världsmästerskapen